# NGC 4055
NGC 4055 = NGC 4061 ist eine elliptische Galaxie vom Hubble-Typ E im Sternbild Haar der Berenike am Nordsternhimmel. Sie ist schätzungsweise 323 Millionen Lichtjahre von der Milchstraße entfernt.
Das Objekt wurde am 27. April 1785 von Wilhelm Herschel entdeckt.